# 杨遵 (明朝)
楊遵（1436年—？），字循德，湖廣衡州府衡山縣人，貴州平越衛官籍。明朝政治人物。進士出身。

## 生平
雲南鄉試第十九名。成化五年（1469年）乙丑科會試第五十一名，殿試登進士第二甲第三十七名。

## 家族
曾祖父楊廣四郎。祖父楊必富。父亲楊中。